# وارين كول
وارين كول (بالإنجليزية: Warren Cole)‏ هو مجدف نيوزيلندي، ولد في 12 سبتمبر 1940 في بالميرستون نورث في نيوزيلندا.

## وصلات خارجية
- وارين كول على موقع الاتحاد الدولي للتجديف (الإنجليزية)
- وارين كول على موقع اللجنة الأولمبية الدولية (الإنجليزية)
- وارين كول على موقع أوليمبيديا (الإنجليزية)
- وارين كول على موقع اللجنة الأولمبية النيوزيلندية (الإنجليزية)